# Break 4 Love
Break 4 Love est une chanson du groupe Raze (en) sortie en 1988. Elle est écrite et composée par Vaughan Mason.

## Version de David Vendetta vs. Keith Thompson
Singles de David Vendetta vs. Keith Thompson
Unidos Para La Música
(2007) Hold That Sucker Down
(2008)
Pistes de Rendez-vous
Unidos Para La Música Love to Love You Baby
En 2007 la chanson a été reprise par David Vendetta avec la participation vocale de Keith Thompson. Cette version, produite par David Vendetta, est extraite de l'album Rendez-vous.

### Classement par pays
| Classement (2007)                       | Meilleure position |
| --------------------------------------- | ------------------ |
| Finlande (Suomen virallinen lista)      | 14                 |
| France (SNEP)                           | 17                 |
| Belgique (Wallonie Ultratop 50 Singles) | 17                 |
| France (Club 40)                        | 2                  |